# 5712 Funke
5712 Funke (1979 SR) là một tiểu hành tinh vành đai chính được phát hiện ngày 25 tháng 9 năm 1979 bởi A. Mrkos ở Klet.